# Gonatodes atricucullaris
Gonatodes atricucullaris är en ödleart som beskrevs av  Noble 1921. Gonatodes atricucullaris ingår i släktet Gonatodes och familjen geckoödlor. Inga underarter finns listade i Catalogue of Life.